# Izabela Bałucka
Izabela Bałucka (ur. 15 lutego 1993 w Wieliczce) – polska siatkarka, grająca na pozycji środkowej. 
Po sezonie 2023/2024 postanowiła zakończyć karierę zawodniczą. 

## Sukcesy klubowe
Akademickie Mistrzostwa Polski:
- 2014, 2015

I liga:
- 2014